# 아시아 축구 국가대표팀 별칭 목록
다음은 아시아 축구 연맹 (AFC)에 가입된 축구 국가대표팀의 별칭이다.

## 별칭

### 남자 대표팀
| 팀                     | 원어 별칭                       | 한글 별칭               | 기타 | 비고          |
| ---------------------- | ------------------------------- | ----------------------- | --- | ------------- |
| 아프가니스탄           | شیر های خراسان Širhâi Khorasan  | 호라산의 사자           | 일반적으로 아프가니스탄, 특히 호라산 지역은 "사자의 땅"으로 불린다. | [ 1 ]         |
| 오스트레일리아         | Socceroos                       | 사커루                  | 축구(Soccer)와 캥거루(Kangaroos)의 합성어. | [ 2 ]         |
| 바레인                 | الذئب الأحمر                    | 맨 인 레드              | 빨간색은 바레인의 국가 색상 중 하나이다 | [ 3 ]         |
| 방글라데시             | Bengal Tiger                    | 벵골호랑이              | 벵골호랑이는 방글라데시의 국수이다. | [ 4 ]         |
| 부탄                   | Dragon Boys                     | 드래곤 보이즈           | 부탄의 국가 상징인 "Druk"로 현지에서 알려진 "Thunder Dragon"을 말한다. | [ 5 ]         |
| 브루나이               | Tebuan                          | 말벌                    | 브루나이의 국기 색상이기도 한 팀의 노란색과 검은색 을 참고했다. | [ 3 ]         |
| 캄보디아               | អ្នកចម្បាំងអង្គរ                     | 앙코르 전사             | 앙코르는 대략 9세기에서 15세기에 걸쳐 번성했던 크메르 제국의 수도다. 또한 세계 초기의 거대 도시 중 하나였다.                                                                                           | [ 3 ] [ 6 ]   |
| 캄보디아               | គោព្រៃកម្ពុជា                         | 캄보디아의 회색들소     | 쿠프리는 주로 캄보디아 숲에 서식하는 거의 알려지지 않은 야생 소의 종이다. | [ 7 ]         |
| 중화인민공화국         | 龍之隊                          | 용의 팀                 | 용은 중국 문화의 중요한 상징이다. | [ 8 ]         |
| 중화인민공화국         | 中國隊                          | 중국팀                  | 용은 중국 문화의 중요한 상징이다. | [ 3 ]         |
| 중화 타이베이          | 中華隊                          | 중국팀                  | 중국 전체에 대한 대만의 주장을 나타낸다. | [ 3 ]         |
| 괌                     | Matao                           | 귀족                    | "마타오"는 귀족을 뜻하는 차모로어이다. | [ 9 ]         |
| 홍콩                   | 勁揪                            | 강도                    | "강하고 강력하고 튼튼한"을 의미하는 홍콩의 대중적인 속어 | [ 3 ]         |
| 홍콩                   | 蛟龍                            | 더 드래곤즈             | 용은 중국 문화에서 중요한 상징이며 홍콩 사람들이 자부심을 나타내는 데 사용된다. | [ 3 ]         |
| 인도                   | Blue Tigers                     | 블루 타이거스           | 인도 국기의 아소카차크라 기호에 있는 파란색과 벵골 호랑이는 인도의 국가 상징이다. | [ 3 ]         |
| 인도네시아             | Merah Putih                     | 레드 앤 화이트          | 인도네시아 국기 참고 | [ 3 ]         |
| 인도네시아             | Garuda                          | 가루다                  | 신화의 새인 가루다는 인도네시아의 국가 상징이다. | [ 3 ]         |
| 인도네시아             | Tim Garuda                      | 팀 가루다               | 신화의 새인 가루다는 인도네시아의 국가 상징이다. | [ 3 ]         |
| 인도네시아             | Penggawa Garuda                 | 가루다 가디언즈         | 신화의 새인 가루다는 인도네시아의 국가 상징이다. | [ 3 ]         |
| 이란                   | تیم ملی Team Melli              | 국가대표팀              | 문자 그대로 페르시아어로 "국가대표"를 의미한다. | [ 2 ]         |
| 이란                   | یوز های آسیایی                  | 아시아의 치타           | 이란의 아시아치타를 가리킨다. | [ 10 ]        |
| 이라크                 | اسود الرافدين Usood Al-Rafidain | 메소포타미아의 사자     | 고대 아라비아 반도에서 발견된 아시아사자는 메소포타미아 사자라고도 하며 아랍과 이슬람 문화에서 중요한 존재이다.                                                                                        | [ 11 ]        |
| 일본                   | サムライ・ブルー                | 사무라이 블루           | 사무라이는 일본의 유명한 상징적 문화이며, 일본 대표팀의 색상은 주로 파란색을 사용한다. | [ 12 ] [ 13 ] |
| 요르단                 | النشامى An-Nashama              | 기사도가 높은 자들      | "An-Nashama"는 아랍어로 "The Chivalrous Ones"를 의미한다. | [ 14 ]        |
| 쿠웨이트               | الأزرق Al-Azraq                 | 블루스                  | 파란색은 쿠웨이트 대표팀의 유니폼 색상이다. | [ 3 ]         |
| 키르기스스탄           | Ак шумкарлар                    | 화이트 팔콘             | 매 사냥은 중앙 아시아의 대초원을 배회하던 키르기스 유목민의 고대 상표이다. | [ 15 ]        |
| 라오스                 | ທິມຊາດ Thim Xad                  | 국가대표팀              | "Thim Xad"는 문자 그대로 라오스어로 "국가대표팀"을 의미한다. | [ 3 ]         |
| 라오스                 | ລ້ານຊ້າງ Lan Xang                 | 백만 코끼리             | 라오스는 라오스 문화에서 코끼리의 중요함과 라오스 최초의 통합 국가이자 동남아시아 역사상 가장 큰 왕국 중 하나인 란상 왕국을 가리키는 "백만 코끼리의 땅"으로 알려져 있다.                               | [ 3 ]         |
| 레바논                 | رجال الأرز                      | 레바논시다              | 레바논시다는 레바논의 중요한 국가 상징이며 국가의 국기에도 사용된다. | [ 16 ] [ 17 ] |
| 마카오                 | A Equipa Verde                  | 그린 팀                 | 녹색은 마카오의 기의 색이다. | [ 3 ]         |
| 말레이시아             | Harimau Malaya                  | 말레이 타이거스         | 말레이호랑이는 말레이시아의 국수이다. | [ 18 ]        |
| 몰디브                 | Red Snappers                    | 적도미                  | 적도미는 몰디브에서 흔히 볼 수 있는 어종이다. | [ 19 ]        |
| 몽골                   | Xөx чононууд Khökh Chononuud    | 푸른 늑대               | 몽골은 "영원한 푸른 하늘의 땅"으로 알려져 있다. 늑대의 한 종이 몽골에 있다. | [ 3 ]         |
| 미얀마                 | Chinthe                         | 친테                    | 친테는 미얀마의 탑 밖에서 정기적으로 볼 수 있는 신화 속 사자이다. 또한 국가의 중요한 문화 및 국가 상징으로 간주된다.                                                                                   | [ 20 ]        |
| 네팔                   | The Gorkhali                    | 구르카                  | 네팔의 국가 상징인 구르카는 기사도와 용기를 상징한다. | [ 3 ]         |
| 조선민주주의인민공화국 | 천리마                          | 천리마                  | 천리마는 신화 속 말이자 북한의 국가 상징이다. | [ 12 ]        |
| 오만                   | الأحمر                          | 더 레즈                 | 오만 팀의 빨간색 키트를 참고 | [ 3 ]         |
| 오만                   | سامبا الخليج                    | 걸프 삼바               | | [ 21 ]        |
| 파키스탄               | پاک شاہین Pak Shaheen           | 파키스탄 매             | | [ 22 ]        |
| 팔레스타인             | الفدائيون Fedayeen              | 자유 투사               | 팔레스타인 페다인 참고 | [ 23 ]        |
| 필리핀                 | Azkals                          | 아즈칼                  | 길 잃은 개 또는 잡종 개를 가리키는 타갈로그어 속어인 " askal "의 양식화된 형태이다. 2010년대에 채택된 이 별칭은 강인함과 회복력을 나타내며 많은 필리핀 선수들의 혼합된 유산에 대한 것이기도 하다.      | [ 24 ] [ 25 ] |
| 카타르                 | العنابي                         | 적갈색                  | 카타르의 국기 참고 | [ 3 ]         |
| 사우디아라비아         | الصقور العربية الصقور الخضر     | 아라비안 팔콘 그린 팔콘 | 매사냥은 아랍 문화뿐만 아니라 이전의 베두인족의 중요한 상징이다. 초록색은 사우디아라비아 국기에서 따왔다.                                                                                              | [ 2 ]         |
| 사우디아라비아         | الأخضر                          | 그린맨                  | 매사냥은 아랍 문화뿐만 아니라 이전의 베두인족의 중요한 상징이다. 초록색은 사우디아라비아 국기에서 따왔다.                                                                                              | [ 26 ]        |
| 싱가포르               | The Lions                       | 라이온스                | "싱가포르"는 산스크리트어로 "사자의 도시"를 의미한다. | [ 3 ]         |
| 대한민국               | 붉은 악마                       | 붉은 악마               | 태극기의 태극은 음양의 균형을 상징하고 호랑이는 용기와 힘을 상징한다. | [ 2 ]         |
| 대한민국               | 태극전사                        | [ 12 ]                  | 태극기의 태극은 음양의 균형을 상징하고 호랑이는 용기와 힘을 상징한다. |               |
| 대한민국               | 아시아 호랑이                   | [ 3 ]                   | 태극기의 태극은 음양의 균형을 상징하고 호랑이는 용기와 힘을 상징한다. |               |
| 스리랑카               | Golden Lions                    | 황금사자                | 스리랑카 국기의 사자 상징에서 파생되었다. | [ 3 ]         |
| 시리아                 | نسور قاسيون                     | 카시오 운 이글스        | 카시오 산은 다마스쿠스 시가 내려다보이는 산이다. | [ 27 ]        |
| 타지키스탄             | Шерҳои Форсӣ                    | 페르시아 사자           | 사자의 고대 페르시아 상징은 사자와 태양의 두 이미지로 구성된다. 사자는 신성, 왕족, 왕의 강력한 혈통을 나타낸다.                                                                                        | [ 28 ]        |
| 타지키스탄             | Дастаи мунтакҳаби               | 국가대표팀              | 사자의 고대 페르시아 상징은 사자와 태양의 두 이미지로 구성된다. 사자는 신성, 왕족, 왕의 강력한 혈통을 나타낸다.                                                                                        | [ 3 ]         |
| 태국                   | ช้างศึก                           | 전투 코끼리             | 코끼리는 태국 문화에서 중요한 상징이다. | [ 29 ]        |
| 동티모르               | O Sol Nascente                  | 떠오르는 태양           | 동티모르는 떠오르는 태양의 땅으로 알려져 있다. | [ 3 ]         |
| 동티모르               | The Little Samba Nation         | 리틀 삼바 네이션        | 동티모르는 귀화 브라질인을 대표팀에 기용해 '작은 삼바 국가'로 불렸다. | [ 3 ]         |
| 동티모르               | Lafaek                          | 악어                    | 악어는 동티모르에서 숭배되며 전국의 성지에서 경의를 표한다. | [ 3 ]         |
| 투르크메니스탄         | Aхал-теке                       | 아할테케                | 아할테케는 투르크메니스탄의 국장이다. | [ 3 ]         |
| 아랍에미리트           | عيال زايد                       | 자예드의 아들들         | Sheikh Zayed bin Sultan Al Nahyan은 아랍에미리트의 창시자이다. | [ 30 ]        |
| 아랍에미리트           | الصقور                          | 독수리                  | UAE 국장에는 쿠라이시의 매가 표시되어 있다. | [ 3 ]         |
| 우즈베키스탄           | Oq boʻrilar                     | 흰 늑대                 | 회색 늑대는 우즈베키스탄의 국가 상징이다. | [ 31 ]        |
| 베트남                 | Những Chiến Binh Sao Vàng       | 골든 스타 워리어스      | 베트남 국기의 "황금 별"에서 파생되었다. | [ 32 ] [ 33 ] |
| 예멘                   | اليمن السعيد                    | 행복한 예멘             | 고대 역사가들은 예멘을 라틴어로 "행복한" 또는 "행운의 아라비아"를 의미하는 "Arabia Felix"라고 부룬다. 내전으로 분열된 나라에서 예멘인들이 승리할 때마다 국가대표팀이 가져오길 바라는 것 역시 행복이다. | [ 3 ]         |

### 여자 대표팀
| 팀             | 원어 별칭                    | 한글 별칭            | 기타 | 비고                 |
| -------------- | ---------------------------- | -------------------- | --- | -------------------- |
| 오스트레일리아 | Matildas                     | 마틸다스             | 호주 민요 월칭 마틸다에서 착안했다 | [ 34 ]               |
| 중화인민공화국 | 铿锵玫瑰                     | 강철의 장미          | 1999년 월드컵 결승전 에서 중국팀은 승부차기 끝에 미국에 패했다. 그 패배 이후 중국 팀은 팬들로부터 "강철 장미"라는 별명을 얻었다. | [ 35 ]               |
| 중화 타이베이  | 木蘭女足                     | 팀 뮬란              | 이 별명은 1977년 CTFA 회장인 정웨이위안(Zheng Weiyuan) 장군이 민속 여주인공 뮬란 화목란을 칭송하여 붙였다. | [ 36 ]               |
| 일본           | なでしこジャパン             | 야마토 나데시코 일본 | "나데시코"는 이상적인 일본 여성의 특징을 나타내는 꽃이다. | [ 13 ]               |
| 레바논         | صبايا الأرز                  | 레이디 레바논시다    | 레바논시다는 레바논의 중요한 국가 상징이며 국가의 국기 깃발 에도 나타나 있다. | [ 37 ] [ 38 ]        |
| 필리핀         | Malditas                     | 혈기왕성한 숙녀들    | 이 별칭은 2005년 Ernest Nierras 코치의 지도하에 채택되었다. 팀의 대담하고 거침없는 성격을 반영하기 위한 것입니다. 필리핀 속어의 "Maldita"는 자칫 "bratty"로 해석될 수도 있으므로 2021년 Marlon Maro 감독은 별칭 사용 중단을 제안했다. | [ 39 ] [ 40 ] [ 41 ] |
| 필리핀         | Team Filipinas               | 필리핀 팀            | Malditas를 대체하기 위해 2022년 3월 연맹에서 공식적으로 채택한 별칭이다. | [ 42 ]               |
| 대한민국       | 태극 낭자                    | 태극 낭자            | 태극은 대한민국의 중요한 국가 상징이다. |                      |
| 태국           | ชบาแก้ว                       | 차바 깨우            | Khan Kluay 의 여성 코끼리 캐릭터를 참고. | [ 43 ]               |
| 베트남         | Những Nữ Chiến Binh Sao Vàng | 골든 스타 워리어스   | 베트남 국기의 "황금 별"에서 파생되었다. | [ 44 ] [ 45 ]        |

## 같이 보기
- 축구 국가대표팀 별칭 목록